# Вулька-Куліговська
Вулька-Куліговська (пол. Wólka Kuligowska) — село в Польщі, у гміні Посвентне Опочинського повіту Лодзинського воєводства.
Населення — 167 осіб (2011).
У 1975-1998 роках село належало до Пйотрковського воєводства.

## Демографія
Демографічна структура станом на 31 березня 2011 року:
|          | Загалом | Допрацездатний вік | Працездатний вік | Постпрацездатний вік |
| -------- | ------- | ------------------ | ---------------- | -------------------- |
| Чоловіки | 93      | 28                 | 50               | 15                   |
| Жінки    | 74      | 14                 | 35               | 25                   |
| Разом    | 167     | 42                 | 85               | 40                   |